# Le Bateau (Matisse)
Pour les articles homonymes, voir Le Bateau et Das Boot.
Le Bateau est un découpage de 1953 par Henri Matisse. L'image est composée de morceaux de papier découpés et peints avec de la gouache, et représente l'une de ses œuvres finales.
| Image externe | |
|               | Lien vers le tableau Le Bateau. L'image est protégée par droit d'auteur et sa reproduction n'est pas autorisée sur la Wikipédia francophone. |

## Histoire
En 1961 Le Bateau est exposé au public au Museum of Modern Art de New York. Il est affiché à l'envers par erreur et passe 47 jours dans cette position. L'erreur est reconnue par une visiteuse du musée, Geneviève Habert. Elle en informe le New York Times qui alerte le directeur du musée Monroe Wheeler (en) et le tableau est remis dans l'ordre.
Le Bateau fait couramment partie de l'exposition des œuvres finales d'Henri Matisse.